# Triangle (serie televisiva 2014)
Triangle (트라이앵글?, Teura-i-aenggeulLR) è una serie televisiva sudcoreana trasmessa su MBC dal 5 maggio al 29 luglio 2014.

## Trama
Jang Dong-soo, Jang Dong-chul e Jang Dong-woo sono tre fratelli che sono stati separati in tenera età dopo la morte del padre e l'abbandono da parte della loro madre. Si incontrano di nuovo dopo vent'anni, ma ignorano i loro legami di sangue.
Il fratello maggiore Jang Dong-soo ha seguito le orme di suo padre ed è diventato un detective. La sua più grande speranza è quella di ritrovare i suoi due fratelli e di ricongiungersi con loro. A causa dei loro diversi metodi di indagine, Dong-soo si scontra spesso con Hwang Shin-hye, un profiler tornato da poco in Corea dopo aver studiato all'estero. Uno dei motivi dei loro scontri è anche il fatto che Dong-chul, il fratello di Dong-soo, è un gangster.
Jang Dong-chul è cresciuto per strada come un delinquente e ha lottato con le unghie e con i denti per diventare un capo banda. Tiene nascosta la sua identità di gangster utilizzando per quell'attività il nome Heo Young-dal.
Il fratello minore Jang Dong-woo è stato adottato da una ricca famiglia e ora, con il nome di Yang Yoon-ha, è l'erede di un impero basato sui casinò. Cresciuto credendo che il mondo giri intorno al denaro, Yang-ha è un cinico dal cuore di ghiaccio. Quando incontra Oh Jung-hee, una povera ragazza che mantiene la famiglia lavorando come croupier del casinò, Yang-ha cambia il modo di vedere il mondo. Dovrà però scontrarsi con Heo Young-dal per riuscire a conquistare la ragazza.

## Personaggi

### Personaggi principali
- Jang Dong-chul/Heo Young-dal, interpretato da Kim Jae-joong[3].
- Jang Dong-soo, interpretato da Lee Beom-soo e Noh Young-hak (da giovane).
- Jang Dong-woo/Yoon Yang-ha, interpretato da Yim Si-wan[4].
- Hwang Shin-hye, interpretata da Oh Yeon-soo e Kim So-hyun (da giovane)[5].
- Oh Jung-hee, interpretata da Baek Jin-hee[6].

### Personaggi secondari
- Sung Yoo-jin, interpretata da Park Ji-yeon.
- Hwang Jung-man, interpretato da Kang Shin-il.
- Hyun Pil-sang, interpretato da Jang Dong-jik.
- Direttore Yoon, interpretato da Kim Byung-ki.
- Man-kang, interpretato da Hong Seok-cheon.
- Madam Jang, interpretata da Lee Yoon-mi.
- Yang Jang-soo, interpretato da Shin Seung-hwan.
- Yang Man-choon, interpretato da Im Ha-ryong.
- Nonna di Jung-hee, interpretata da Kim Ji-young.
- Oh Byung-tae, interpretato da Kim Joo-yeob.
- Oh Byung-soo, interpretato da Park Min-soo.
- Kang Hyun-mi, interpretata da Jung Ji-yoon.
- Kang Chul-min, interpretato da Jo Won-hee.
- Tak Jae-geol, interpretato da Wi Yang-ho.
- Kang Jin, interpretata da Park Hyo-joo.
- Detective Lee, interpretato da Son Ji-hoon.
- Detective Min, interpretato da Im Ki-hyuk.
- Go Bok-tae, interpretato da Kim Byung-ok.
- Kim Sang-moo, interpretato da Jo Sung-hyun.
- Gong Soo-chang, interpretato da Yeo Ho-min.
- Mrs. Paju, interpretata da Jung Kyung-soon.
- Lee Soo-jung, interpretata da Naya.
- Detective Gook, interpretato da Baek Shin.
- Heo Choon-hee, interpretato da Park Won-sook.
- Membro della banda, interpretato da Choo Sung-hoon[7].

## Riconoscimenti
| Anno | Premio                                  | Categoria                              | Ricevente     | Risultato       |
| ---- | --------------------------------------- | -------------------------------------- | ------------- | --------------- |
| 2014 | Korea Drama Awards                      | Premio alla massima eccellenza, attore | Kim Jae-joong | Vincitore/trice |
| 2014 | Seoul International Youth Film Festival | Miglior giovane attrice                | Park Ji-yeon  | Candidato/a     |